# NbE T 2
Der Triebwagen NbE T 2 war ein Fahrzeug der Niederbarnimer Eisenbahn. Das Fahrzeug wurde zusammen mit dem T 1 für den Personenverkehr beschafft. Es wurde zusammen mit dem vierachsigen Triebwagen betrieben. Das Fahrzeug gelangte nach 1945 zu der Deutschen Reichsbahn und erhielt dort die Bezeichnung VT 135 553. Der Triebwagen war bis 1970 in Betrieb. Eine EDV-Bezeichnung hat er nicht mehr erhalten.

## Geschichte
Gemeinsam mit dem T 1 beschaffte die Gesellschaft der Niederbarnimer Eisenbahn dieses Fahrzeug. Der Triebwagen war für die Vielfachsteuerung mit dem vierachsigen Triebwagen von einem Führerstand gedacht, außerdem sollte er für den Betrieb mit zwei leichten Personenwagen als Solofahrzeug verwendet werden. Der Triebwagen bewährte sich, die Gesellschaft musste jedoch auf Grund des schmalen Finanzrahmens bis 1935 auf die Beschaffung weiterer Wagen warten.
Bestellt wurde der Triebwagen im Oktober 1933, im Juni 1934 wurde er abgenommen. Er gelangte nach 1945 zur Deutschen Reichsbahn in der DDR und wurde als VT 135 553 bezeichnet. Von 1955 bis 1965 wird als Einsatzstelle Templin angegeben, zum 1. Januar 1970 war er im Bahnbetriebswerk Stralsund beheimatet. 1970 wurde der Triebwagen ausgemustert und ein Jahr später im Ausbesserungswerk Wittenberge verschrottet.

## Konstruktive Merkmale
Er war mit einem Sechszylinder-Viertakt-Dieselmotor von MAN und der elektrische Ausrüstung von SSW ausgerüstet. Die 3. Klasse war in ein Raucher- und einem Nichtraucherabteil geteilt. Beheizt wurde der Wagenkasten mit einer Warmwasserheizung.